# Windsor (police de caractères)
Pour les articles homonymes, voir Windsor.
Le Windsor est une police de caractère de style titrage avec serif (empattement), créé aux alentours de 1900 et éditée par la fonderie Stephenson Blake. Woody Allen l'utilise dans sa version Light Condensed pour ses titres, en noir au blanc.

## Histoire

### Son contexte de création
À l'orée du XXe siècle, la publicité se développe en raison de l'augmentation du nombre de produits manufacturés. Il faut donc trouver des caractères qui attirent l'œil et c'est ainsi que se développent des caractères de titrage gras à empattements parmi lesquels on trouve Belwe, Cheltenham et Windsor.

### Les incertitudes sur son origine
Windsor est attribuée à Eleisha Pechey (1831-1902) mais Paul McNeil récuse cette attribution et considère que l'auteur de cette police est un ou des anonymes de la fonderie Stephenson Blake. Notons qu'Eleisha Pechey était déjà mort depuis trois ans au moment de sa création. Quant à sa date de création, il n'y a pas de réelle certitude si ce n'est qu'elle aurait été créée aux alentours de 1900. Paul McNeil estime qu'elle aurait été réalisée entre 1905 et 1910.

### Déclin et renouveau
Après un court succès, Windsor devient démodée jusqu'aux années 1960 où les polices de type victorien et édouardien connaissent un regain d'intérêt au Royaume-Uni.

## Caractéristiques

### Le style
Windsor combine deux influences stylistiques. La première est le style édouardien qui s'inspire de réédition de caractères du XIXe siècle comme Bookman,. La seconde est l'Art nouveau qui a cours à l'époque et cela se remarque aux courbes naturelles des caractères notamment le S serpentin avec ses empattements inclinés ou encore la queue du Q qui est inspirée de motifs floraux,.

### La forme
Le M majuscule, le W sont largement ébrasés, P et R ont de très grands empattements supérieurs. Les minuscules a, h, m et n de la fonte Windsor ont des pieds d'assises orientés, e a un trans-coup orienté.
Windsor existe en différents styles dont : Light, Bold, Ultra Heavy, Extra Bold Condensed, Elongated, et Bold Outline.

## Usages

### Woody Allen
Windsor est connue pour être la police des films de Woody Allen et pour cause, 36 films sur les 46 réalisés utilisaient Windsor (en 2011). Il l'utilise pour la première fois pour le titre Annie Hall en 1977 alors que dans son film précédent, Love and Death (1975), il ne l'utilisait pas encore. Ce choix typographique est le fait d'Ed Benguiat (typographe et percussionniste de jazz) qui la recommanda à Woody Allen lors d'un petit déjeuner au New Jersey,. Dès lors Windsor, dans sa version Light Condensed, devint indissociable des films et génériques de Woody Allen en blanc sur fond noir avec un fond musical de jazz.